# منا فانگ
مُنا فانگ (李夢蘭؛ زادهٔ ۱ ژانویه ۱۹۳۱) خواننده، تهیه‌کننده فیلم و تهیه‌کننده تلویزیونی اهل هنگ کنگ است.
او هم‌اکنون قائم‌مقام و مدیر شبکهٔ تلویزیونی «تی‌وی‌بی» و شرکت فیلم‌سازی «شا برادرز» است.
از فیلم‌ها یا مجموعه‌های تلویزیونی که وی در آن‌ها نقش داشته است می‌توان به «میمون مست» (۲۰۰۲) اشاره نمود. Effective 1 January 2009, she was appointed General Manager of TVB.